# Sonnefeld
Sonnefeld è un comune tedesco di 5 192 abitanti, situato nel land della Baviera.